# Andreis
Andreis település Olaszországban, Friuli-Venezia Giulia régióban, Pordenone megyében. Lakosainak száma 242 fő (2023. január 1.). Andreis Barcis, Maniago, Frisanco és Montereale Valcellina községekkel határos.

## Népesség
A település népességének változása:
| Lakosok száma | 252  | 248  | 242  |
|               | 2017 | 2018 | 2023 |